# Гемиграфис
Гемиграфис (лат. Hemigraphis) — род травянистых многолетних растений из семейства Акантовые (Acanthaceae). Ареал рода охватывает влажные тропические леса Азии, Австралии и Океании.

## Описание
Растения рода являются почвопокровными. Обладает ползучими стеблями бордового цвета. По всей длине побега формируются воздушные корешки, при помощи которых происходит укоренение.
Все виды гемиграфиса — вечнозелёные растения тёмно-зелёного цвета с фиолетовыми оттенками. Побеги имеют высоту 15 — 25 сантиметров и ширину до 50 сантиметров. Молодые побеги и листья покрыты коротким ворсом.
Листья произрастают на коротких черешках. Край листьев обрамлен мелкими зубчиками. Форма листьев варьируется от ланцетовидной до яйцевидной и зависит от вида. Длина листьев составляет от пяти до десяти сантиметров. По фактуре листья похожи на шёлковые лоскутки. Листья прикреплены к длинным черешкам и расположены супротивно. Поверхность листьев морщинистая, с прожилками красного цвета. При ярком дневном освещении растения также имеют серебристый отлив. За счет тонкости листовой пластины и разного цвета лицевой и обратной сторон освещение сильно влияет на общий оттенок листьев, который варьируется от серебристо-розового до пурпурно-зелёного . При ярком освещении стороны листа просвечивают сквозь друг друга, вследствие чего их цвета накладываются. Благодаря этой особенности растение и получило свое название, которое с греческого языка переводится как «наполовину расписанный».
Цветки белого цвета, центральная часть цветков фиолетового цвета. Имеют пять лепестков и воронкообразную (колокольчатую) форму. Соцветие — колосок, который формируется в верхней части побега и имеет длину порядка 3 см. Диаметр цветков составляет 1,5 см. В соцветие входят 2—3 цветка, иногда формируются одиночные бутоны.

## Таксономия
Hemigraphis Nees, Prodromus Systematis Naturalis Regni Vegetabilis 11: 722—723 Архивная копия от 6 ноября 2021 на Wayback Machine. 1847.

### Виды
Известно 22 общепризнанных видов, и несколько десятков с неопределённым статусом . Среди них:
- Hemigraphis alternata — Гемиграфис чередующийся
- Hemigraphis repanda — Гемиграфис широковыемчатый

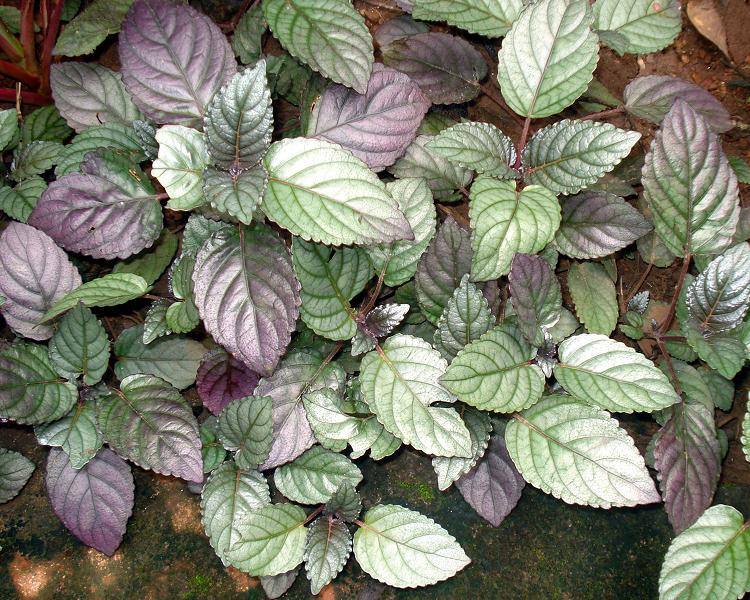
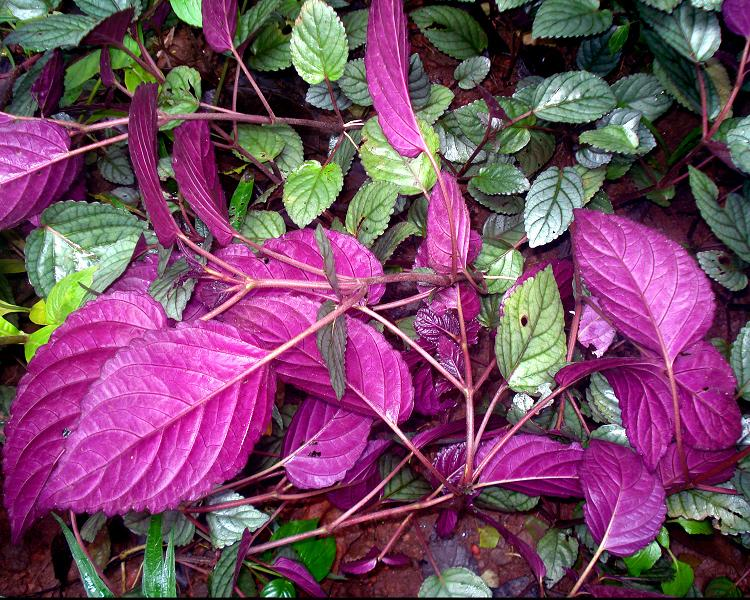
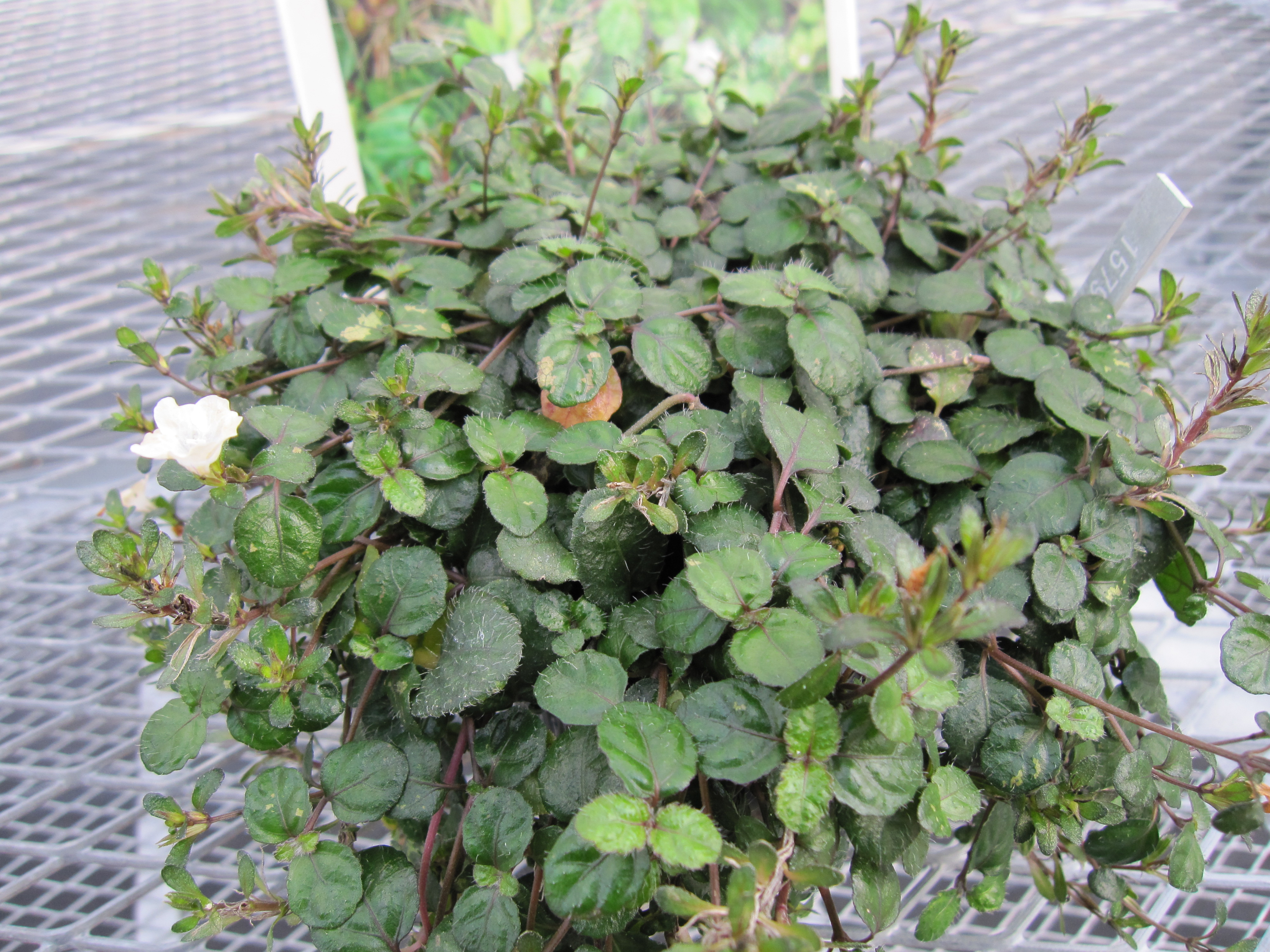
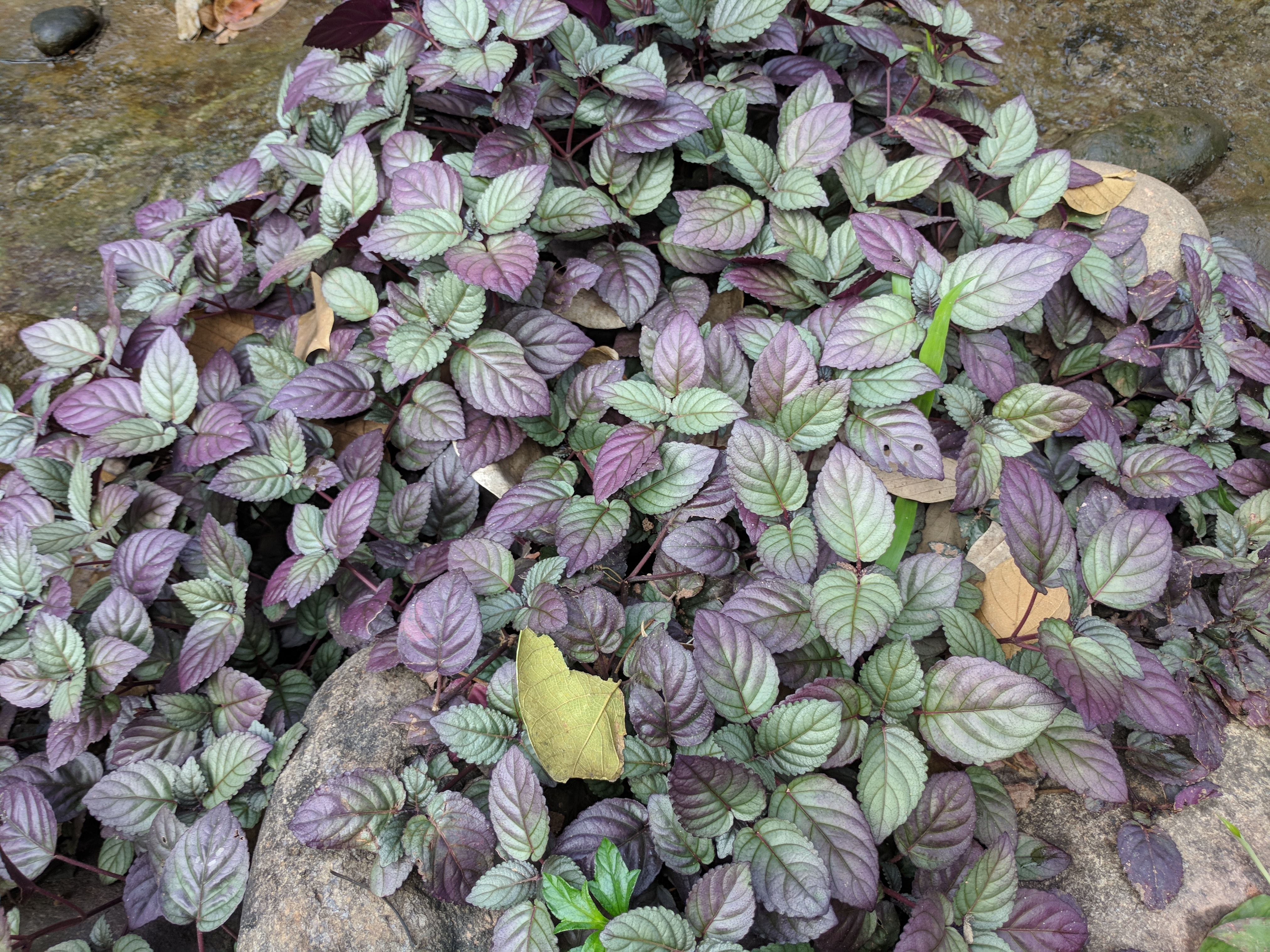
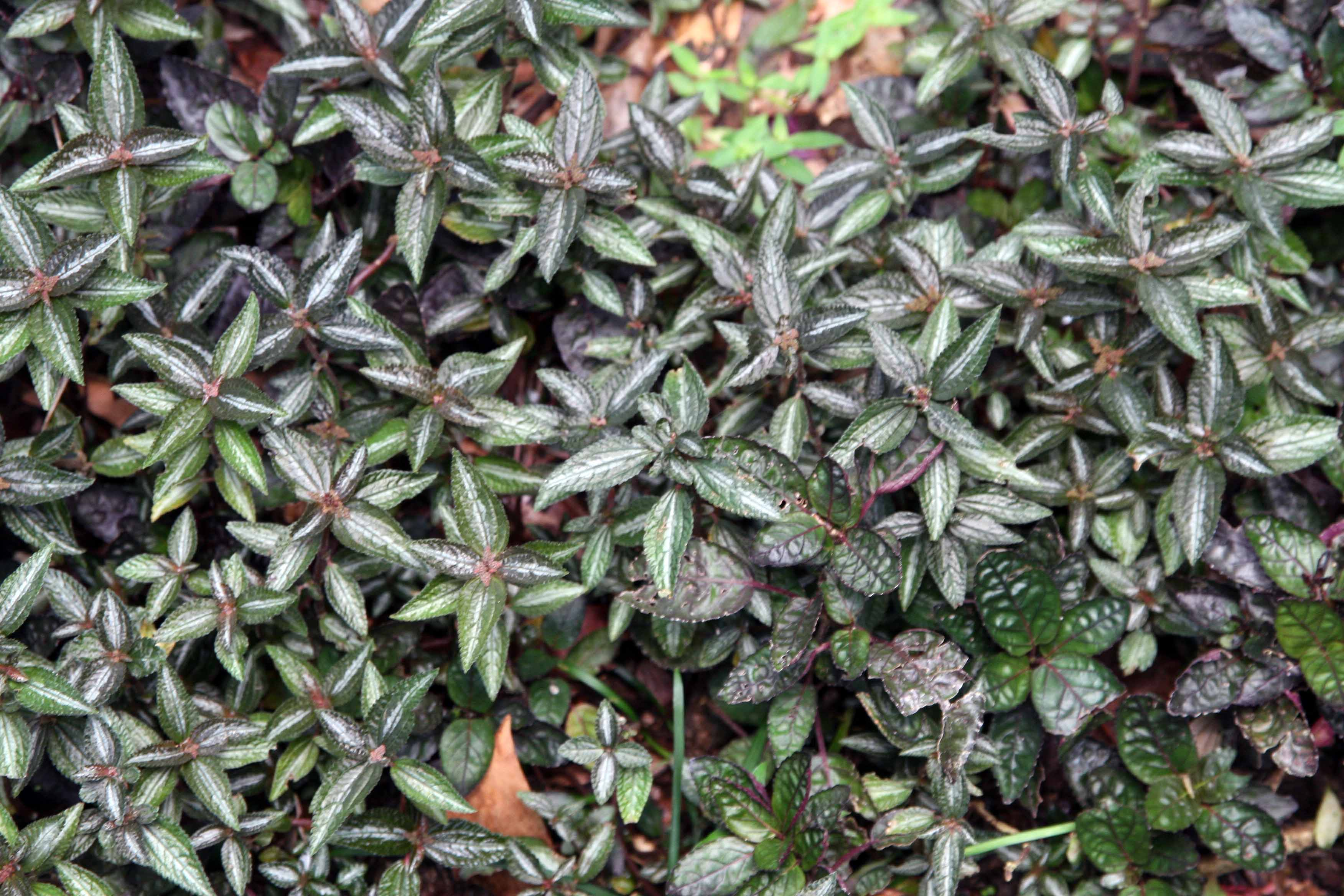

- Hemigraphis colorata — Гемиграфис окрашенный
- Hemigraphis exsotica — Гемиграфис экзотический

## Разведение
В декоративной культуре используется более ста лет. Теплолюбивое и влаголюбивое растение выращивается и как почвопокровное, и как ампельное растение. В мягком климате используется как почвопокровное растение для заполнения пустого места. Четыре вида из рода используются в качестве комнатных растений. Среди них гемиграфис чередующийся (Hemigraphis alternata) и гемиграфис выемчатый (Hemigrahis repanda). Как комнатное растение представляет собой горшечную культуру в виде невысокого куста с крупными листьями.